# Michał Filewicz
Michał Filewicz (ukr. Михайло Філевич / Mychajło Filewycz, zm. w 1804) – rzeźbiarz narodowości rusińskiej, jeden z przedstawicieli młodszej generacji tzw. lwowskiej rzeźby rokokowej. 
Mieszkał i działał we Lwowie w latach 1768–1773. Przeniósł się do Chełma, w tym mieście miał warsztat w latach 1774–1781.
Najpewniej jego małżonką był Małgorzata Filewiczowa.

## Prace

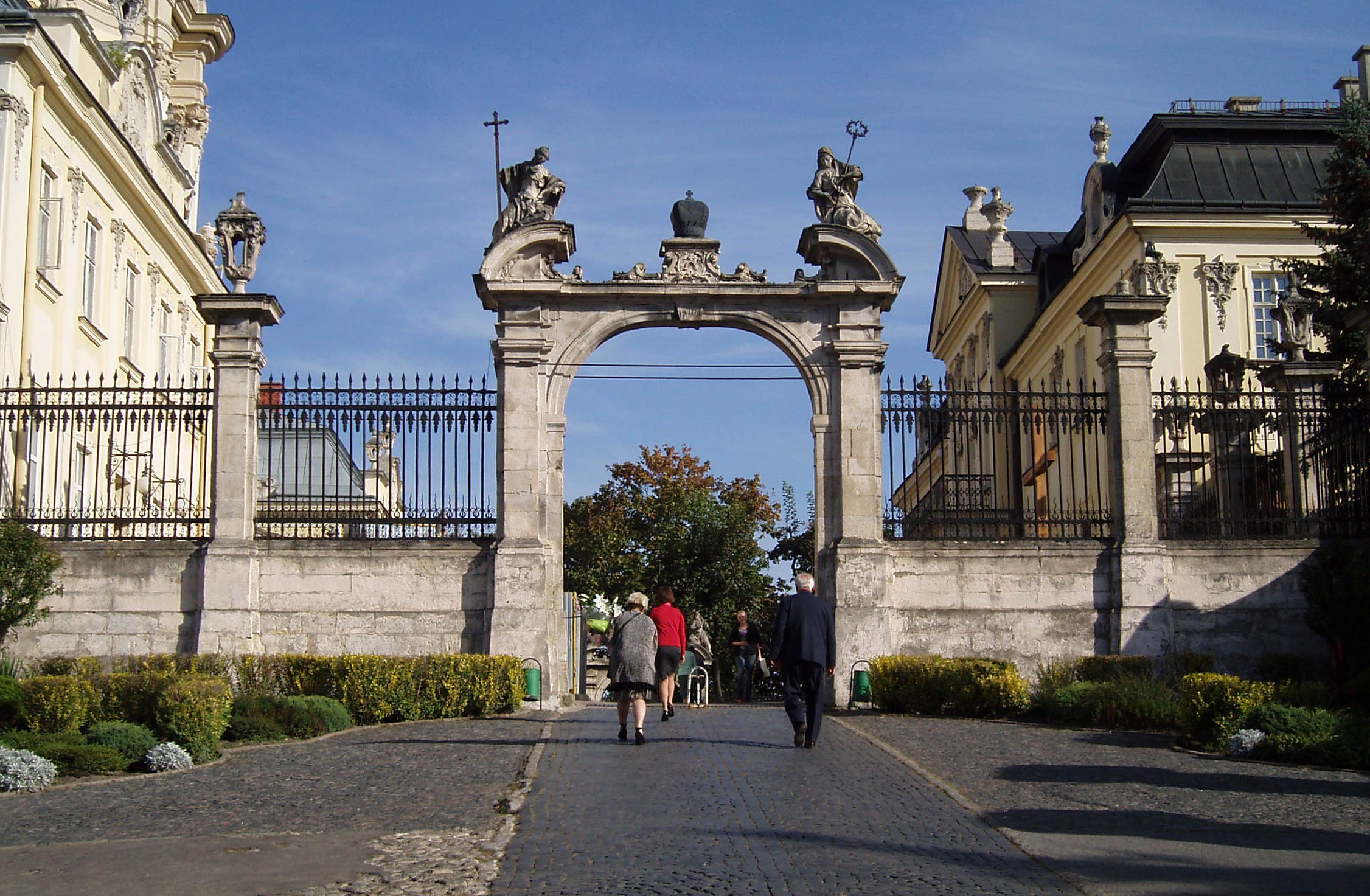
Sobór św. Jura, brama wjazdowa, Lwów

Zachowały się potwierdzone archiwalnie dzieła Filewicza:
- ołtarz główny, cyborium, posągi  i dekoracje bram soboru św. Jura we Lwowie (1770-1771)[7]
- ołtarz główny w kościele pijarów (obecnie parafialny) w Chełmie;
- figury do cerkwi bazylianów w Buczaczu (obecnie w Ukraińskim Muzeum Narodowym we Lwowie).